# Ellen Crawford
Ellen Ann Crawford (nacida el 29 de abril de 1951 en Illinois) es una actriz estadounidense. Es reconocida por su papel como Edith en "The Man from Earth". También es conocida por su interpretación de la enfermera Lydia Wright en la serie "ER" entre 1994 y 2003, y luego nuevamente en 2009 para el final de la serie.
Además de su trabajo en televisión y cine, Crawford ha incursionado en el teatro, destacándose en obras como "A Touch of the Poet" de Eugene O'Neill. En 2010, realizó un par de apariciones especiales en la comedia dramática "Desperate Housewives".

## Vida y Carrera
Ellen Crawford, nacida en Normal, Illinois, se graduó de la facultad de Bellas Artes de la Universidad Carnegie Mellon en 1975. Está casada con el veterano actor Mike Genovese, y ambos han compartido la pantalla en ocasiones. En "Urgencias", Genovese interpretó al oficial Alfred Grabarsky, quien se casó con el personaje de Crawford, la enfermera Lydia Wright, durante la tercera temporada del programa.
Además de su trabajo en televisión, Crawford ha tenido una destacada carrera en el teatro. Actuó en el escenario del Festival de Shakespeare de Utah, en Cedar City, donde interpretó roles como el de la Sra. Bennett en "Orgullo y prejuicio" y el de la Señorita Havisham en "Grandes esperanzas".